# World Golf Hall of Fame

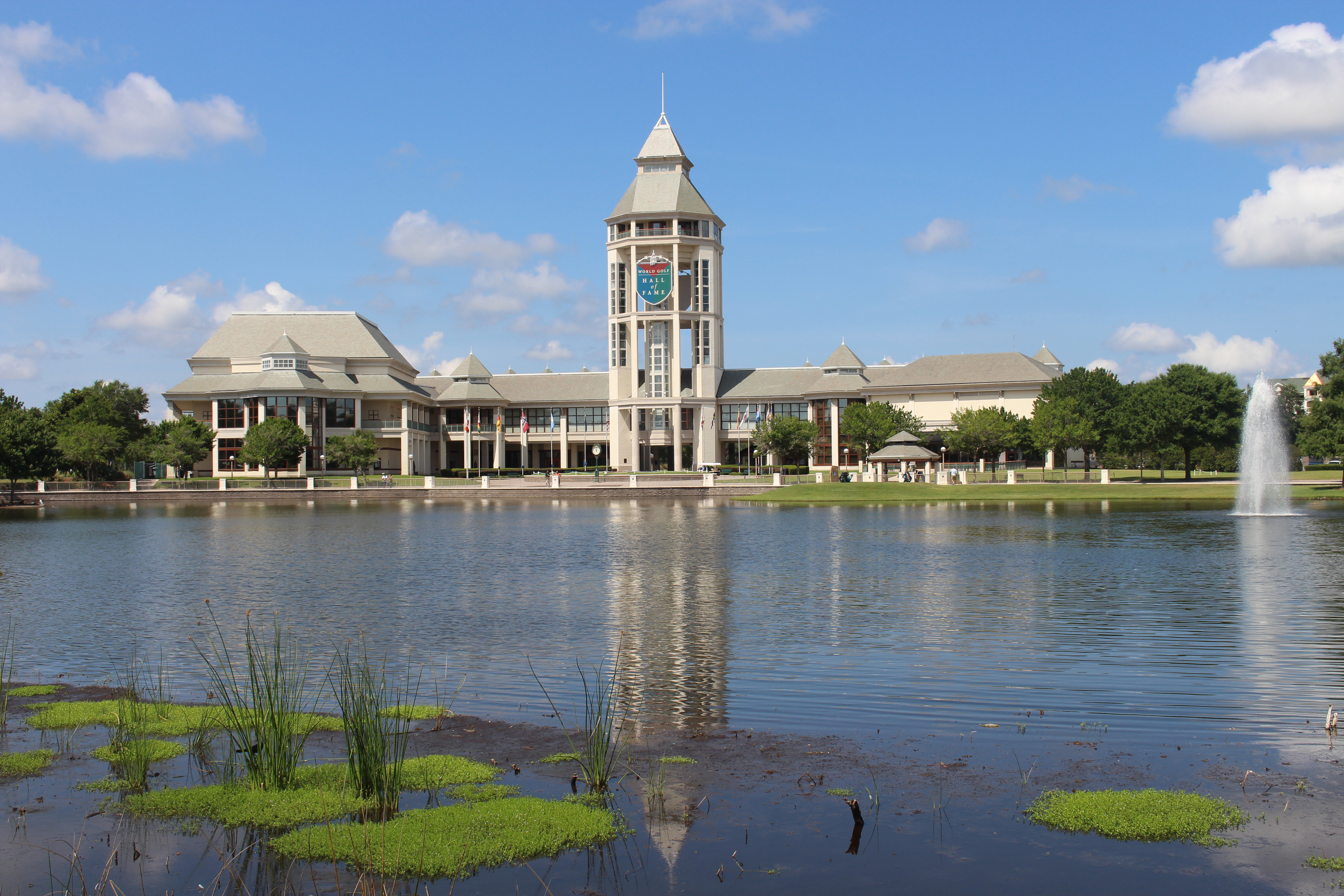
Hoofdgebouw in 2016

De World Golf Hall of Fame is een gebouw ter ere van de golfsport. Het staat in World Golf Village bij St. Augustine in Florida waarin ook een museum over de golfsport gevestigd is.

## Geschiedenis
De World Golf Hall of Fame was oorspronkelijk gevestigd in Pinehurst (North Carolina) en werd privaat beheerd door Diamondhead Corp., de toenmalige eigenaar van het Pinehurst Resort. Het opende in september 1974 de deuren. Vanaf 1983, nadat de Professional Golfers' Association of America (PGA) het management had overgenomen, en 1986, toen de PGA het volledige eigenaarschap had, was het museum geen lokaal initiatief meer.
In de loop der jaren zijn twee andere golf halls samengevoegd met de World Golf Hall. In de jaren 1980 werd de in 1940 door de PGA opgerichte variant samengevoegd. De Hall of Fame of Women's Golf, in 1951 opgericht door de Ladies Professional Golf Association en sinds 1967 LPGA Tour Hall of Fame genoemd, ging in 1998 op in de World Golf Hall of Fame.
In 1994 werd de World Golf Foundation opgericht, met als een van de belangrijkste doelen het oprichten van een verbeterde Hall of Fame. In 1996 begon de bouw in St Augustine en op 19 mei 1998 werd het museum geopend. Het World Golf Hall of Fame Museum werd gebouwd door architect E. Verner Johnson. Er is een permanente tentoonstelling en er zijn wisselende tentoonstellingen.
Deze Hall of Fame is voor alle golfspelers en wordt ondersteund door 26 golforganisaties. Sporters die worden toegelaten tot de Hall of Fame zijn in vier categorieën te verdelen: spelers van de PGA Tour/Champions Tour, speelsters van de LPGA Tour, veteranen en spelers met een bijzondere golfcarrière.

## Leden

### Mannen
- 1974:  Walter Hagen,  Ben Hogan,  Bobby Jones,  Byron Nelson,  Jack Nicklaus,  Francis Ouimet,  Arnold Palmer,  Gary Player,  Gene Sarazen,  Sam Snead,  Harry Vardon
- 1975:  Willie Anderson,  Fred Corcoran,  Joseph Dey,  Chick Evans,  Young Tom Morris,  John Henry Taylor
- 1976: / Tommy Armour,  James Braid,  Old Tom Morris,  Jerome Travers
- 1977:  Bobby Locke,  John Ball,  Herb Graffis,  Donald Ross
- 1978:  Billy Casper,  Harold Hilton,  Bing Crosby,  Clifford Roberts
- 1979:  Walter Travis
- 1980:  Henry Cotton,  Lawson Little
- 1981:  Ralph Guldahl,  Lee Trevino
- 1982:  Julius Boros
- 1983:  Jimmy Demaret,  Bob Hope
- 1986:  Cary Middlecoff
- 1987:  Robert Trent Jones
- 1988:  Bob Harlow,  Peter Thomson,  Tom Watson
- 1989:  Jim Barnes,  Roberto De Vicenzo,  Raymond Floyd
- 1990:  William C. Campbell,  Gene Littler,  Paul Runyan,  Horton Smith
- 1992:  Harry Cooper,  Hale Irwin,  Chi Chi Rodriguez,  Richard Tufts
- 1996:  Johnny Miller
- 1997:  Seve Ballesteros,  Nick Faldo
- 1998:  Lloyd Mangrum
- 2000:  Jack Burke jr.,  Deane Beman,  Michael Bonallack,  Neil Coles,  John Jacobs
- 2001:  Bernhard Langer,  Greg Norman,  Payne Stewart,  Allan Robertson,  Karsten Solheim
- 2002:  Ben Crenshaw,  Tony Jacklin,  Tommy Bolt,  Harvey Penick
- 2003:  Nick Price,  Leo Diegel
- 2004:  Charlie Sifford,  Isao Aoki,  Tom Kite
- 2005:  Bernard Darwin,  Alister MacKenzie,  Willie Park Sr.,  Vijay Singh
- 2006:  Larry Nelson,  Henry Picard,  Mark McCormack
- 2007:  Joe Carr,  Hubert Green,  Charles B. Macdonald,  Kel Nagle, Curtis Strange
- 2008:  Bob Charles,  Pete Dye,  Denny Shute,  Herbert Warren Wind,  Craig Wood
- 2009:  Christy O'Connor sr.,  José María Olazábal,  Lanny Wadkins,  Dwight D. Eisenhower
- 2011:  Ernie Els,  Masashi "Jumbo" Ozaki,  Doug Ford, / Jock Hutchison,  Frank Chirkinian,  George H. W. Bush
- 2012:  Phil Mickelson,  Dan Jenkins,  Sandy Lyle,  Peter Alliss
- 2013:  Fred Couples,  Ken Venturi,  Willie Park jr.,  Colin Montgomerie,  Ken Schofield,
- 2015:  David Graham,  Mark O'Meara,  A. W. Tillinghast
- 2017:  Henry Longhurst,  Davis Love III,  Ian Woosnam
- 2019:  Retief Goosen,  William Porter Payne,  Dennis Walters
- 2021:  Tiger Woods, Tim Finchem

### Vrouwen
- 1951:  Betty Jameson,  Patty Berg,  Louise Suggs,  Babe Zaharias
- 1960  Betsy Rawls
- 1964  Mickey Wright
- 1975  Glenna Collett-Vare,  Joyce Wethered,  Kathy Whitworth
- 1977  Sandra Haynie,  Carol Mann
- 1978 / Dorothy Campbell Hurd Howe
- 1982  JoAnne Carner
- 1987  Nancy Lopez
- 1991  Pat Bradley
- 1993  Patty Sheehan
- 1994  Dinah Shore
- 1995  Betsy King
- 1999  Amy Alcott
- 2000  Beth Daniel,  Juli Inkster,  Judy Rankin
- 2001  Donna Caponi,  Judy Bell
- 2002  Marlene Bauer Hagge
- 2003  Hisako "Chako" Higuchi,  Annika Sörenstam
- 2004  Marlene Stewart Streit
- 2005  Ayako Okamoto,  Karrie Webb
- 2006  Marilynn Smith
- 2007  Se Ri Pak
- 2008  Carol Semple Thompson
- 2012  Hollis Stacy
- 2015  Laura Davies
- 2017  Meg Mallon,  Lorena Ochoa
- 2019  Peggy Kirk Bell,  Jan Stephenson
- 2021  Marion Hollins,  Susie Maxwell Berning